# Museo Presley Norton
El Museo Presley Norton es un museo arqueológico en Guayaquil, Ecuador que alberga una colección de más de 8.000 artefactos arqueológicos de grupos indígenas del Ecuador. La entrada al museo es gratuita al público.
El museo está nombrado en honor al arqueólogo ecuatoriano Presley Norton Yoder (1932-1993).

## Colección
La colección del museo consiste en más de 8.000 artefactos incluyendo objetos y figuritas de cerámica, hueso y piedra. Algunos objetos datan de hasta 3000 a. C. El museo también hace proyecciones de películas y música en vivo.

## Historia

### Residencia privada
El museo está ubicado en el palacete Villa Rosa Herlinda antigua casa de Ismael Pérez Pazmiño, fundador del periódico El Universo. La casa fue construida entre 1936 y 1940, diseño del arquitecto español Joaquín Pérez Nin de Cardona. La casa se inauguró en 1941 y funcionó como residencia privada hasta los años 1970 cuando pasó a las manos de entidades financieras.

### Museo arqueológico
En 1978 la casa se abrió como museo arqueológico del Banco del Pacífico. En el año 2003 la colección del museo pasó a las manos del Banco Central del Ecuador.
En el año 2007 se inauguró el museo con el nombre que tiene actualmente- Museo Presley Norton. El museo está nombrado en honor al arqueólogo e investigador ecuatoriano Presley Norton Yoder (1932-1993).